# Will Wagner (giocatore di baseball)
William James Wagner (Houston, 29 luglio 1998) è un giocatore di baseball statunitense, di ruolo interno, che gioca per i San Diego Padres (MLB).
In MLB ha giocato anche con i Toronto Blue Jays. È il figlio di Billy Wagner, lanciatore inserito nella Hall of Fame nel 2025.